# 부삽

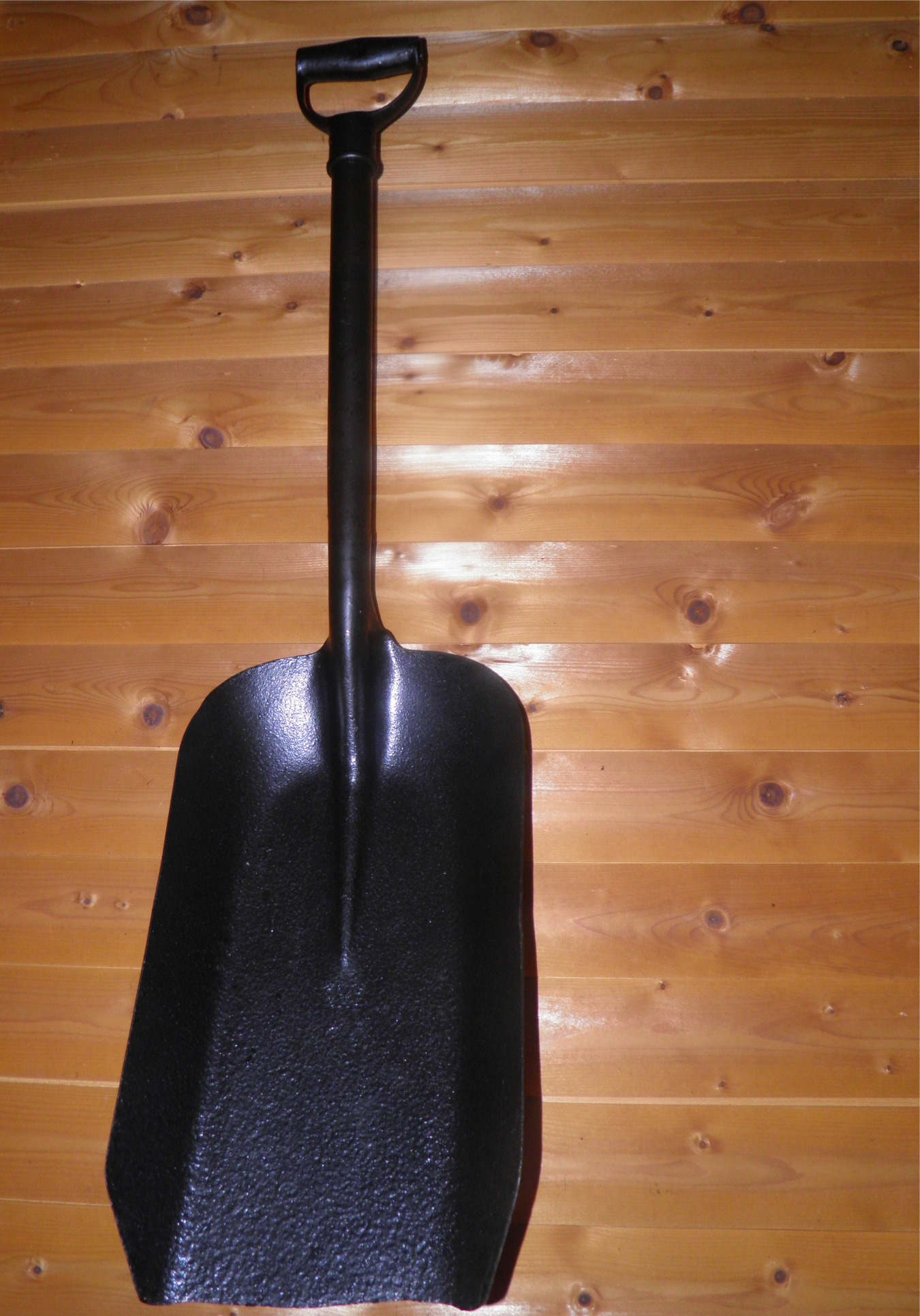

부삽(coal shovel)은 석탄, 숯, 코크스 따위의 과립 형태의 연료를 불 속에 퍼넣는 데 사용되는 각지고 우묵한 삽이다. 불가에서 재나 깜부기 따위를 치울 때 쓰레받기와 비슷한 용법으로 사용하기도 한다.